# Acampamento de Desminagem
Acampamento de Desminagem é um documentário de Moçambique de 2005 dirigido por Licínio Azevedo.

## Sinopse
Alguns combateram em campos opostos na guerra que assolou Moçambique. Outros eram civis, para quem o trabalho de desminagem é uma alternativa ao desemprego ou a uma vida de crime. Passam longos períodos longe da família, vivendo juntos em tendas, e juntos todos os dias arriscam a vida.
Documentário que retrata a questão problemática pós-guerra civil em Moçambique.

## Festivais
- CINEPORT  - Festival de Cinema de Países de Língua Portuguesa, Brasil (2005)

## Prémios
- Melhor Documentário 3.º WECC - World Environmental Education Congress, Itália (2005)
- 2º Prémio Windows on The World – Festival di Cinema Africano, Asia e America Latina, Itália (2005)
- Melhor documentário Cinemambiente, Itália (2005)